# NGC 2233
NGC 2233 è una galassia ellittica di tipo Hubble E/S0 nella costellazione di Dorado nel cielo stellato meridionale. Si stima che si trovi a 314 milioni di anni luce dalla Via Lattea e abbia un diametro di circa 85.000 anni luce. Insieme a NGC 2229 e NGC 2230, forma un trio di galassie legate gravitativamente.
Nella stessa area celeste si trovano, tra le altre, le galassie NGC 2228 e NGC 2235.

## Scoperta
La galassia è stata scoperta il 30 novembre 1834 da John Herschel.